# Chris Wyse
Chris Wyse (Queens, 15 luglio 1969) è un bassista statunitense.
È attualmente il bassista del gruppo hard rock The Cult, ed anche cantante e bassista del proprio gruppo, Owl.
Nella sua carriera ha tentato di unirsi ai Metallica nel 2003 per sostituire Jason Newsted, difatti può essere visto sul DVD "Some Kind of Monster". Oltre a ciò, ha suonato per Ozzy Osbourne dal 2003 al 2005, facendo l'apparizione sull'album "Under Cover".
Originario di Clifton Park, New York, il bassista ha iniziato la sua carriera suonando con gruppi locali fino a quando non partì per Los Angeles in California per una sessione di lavoro con un gruppo di musicisti. Dopo aver fatto contratti mentre suona come bassista, ha deciso di approfondire la sua carriera musicale trasferendosi nella West Coast.